# Magnolia ovata
Magnolia ovata este o specie de plante din genul Magnolia, familia Magnoliaceae. A fost descrisă pentru prima dată de A.St.-hil., și a primit numele actual de la Spreng.. Conform Catalogue of Life specia Magnolia ovata nu are subspecii cunoscute.